# Алиса (софтуер)
Вижте пояснителната страница за други значения на Алиса.
Алиса е безплатен (за некомерсиална употреба) обектно ориентиран образователен език за програмиране с интегрирана среда за развитие (IDE). Алиса използва плъзгащи и пускащи функции за създаване на компютърна анимация с помощта на 3D-модели. Програмата е разработена първо в университета във Вирджиния през 1994 г., а после в Карнеги-Мелън през 1997 г. от изследователски екип воден от Ранди Пауш.

## Целта
Алиса е разработена за решаване на пет основни проблема в образователни програмиране:
1. Алиса е предназначена за обучение на програмиране на теория, без сложна семантика на производството на езици, като с++. Потребителите могат да поставят предмети от Алиса галерията във виртуалния свят, всякаш те са я измислили, и тогава да програмират чрез влачене и пускане на елементи, които представляват логически структури. Освен това, потребителят може да манипулира камерите и осветлението, за да се постигне по-нататъшни подобрения. Алиса може да се използва за 3D потребителски интерфейси.
2. Алиса няма синтаксис за помнене. Въпреки това, тя напълно поддържа обектно ориентирано програмиране.
3. Алиса се изчислява в отделните подгрупи, като не са податливи на компютърното програмиране, например, ученици от средни и висши училищна възраст, насърчаване на разказвача. Алиса също се използва от много колежи и университети в курсовете за въведение в програмирането.

В проучвания в университетите Итака колидж и Университета „Свети Йосиф“ студенти без опит за програмиране правят първите си курсове по компютърни науки курс, при което средната класа се е увеличила от C до B (А-F система за оценяване) и съхранението е нараснало от 47% до 88%.
„Алиса 3“ е свободен под отворен лиценз, позволяващ преразпределение на изходния код, с или без промяна.

## Вариант
Вариантът на Алиса 2.0 се нарича "Разказа на Алиса" е създадена от Кейтлин Kelleher за своята докторска дисертация. тя включва в себе си три основни разлики:
1. Високо ниво на анимации, които позволяват на потребителите програма за социално взаимодействие между героите.
2. История на базата на учебник, който се представя на потребители с програмиране на базата на изграждането на сюжета.
3. Галерия от 3D герои и декори с потребителски анимации, разработени, за да запали идеи.

Следващата версия на разказа на Алис е известен като Огледало и се разработва в университета на Вашингтон в Сейнт Луис.